# Llorenç Balsach i Peig
|  | Llorenç Balsach redirigeix aquí. Per a l'empresari i pintor, vegeu Llorenç Balsach i Grau. |

Llorenç Balsach i Peig (Sabadell, 16 d'abril de 1953) és un compositor català de música contemporània, investigador de la teoria musical i editor discogràfic. És germà de la historiadora de l'art Maria Josep Balsach.
La seva mare, Maria Dolors Peig i Plans (Sabadell, 1922 - Barcelona, 2013) fou la introductora de l'art tèxtil a Catalunya. Els seus inicis com a artista es remunten a la fi dels anys quaranta, tot seguint els dissenys d'innovació dels teixits de llana de la tradició familiar. Filla de Josep Peig i Rovira, empresari tèxtil i neta de Concepció Moll i Gimferrer. L'any 1945 es casa amb Llorenç Balsach i Grau, hereu de la fàbrica tèxtil Fills de Pere Balsach S.A., i creador de les filatures Balcas S.A. i B.C. de Sabadell. Va impulsar la fundació del Grup Gallot (1960-1961) i els seus viatges a París i Nova York van impulsar-la a la creació d'un art tèxtil abstracte que es basa en la tradició del patchwork i la seva reelaboració en clau avantguardista. Va ser professora d'Art tèxtil al casal de Sarrià durant els anys 1990-1998. Maria Dolors Peig és la mare del compositor Llorenç Balsach i de l'escriptora i assagista Maria Josep Balsach.
Les obres de Llorenç Balsach han estat interpretades a bona part dels països europeus, així com als Estats Units, Mèxic, Cuba, Austràlia, Rússia i Ucraïna, i fou convidat a donar a conèixer una obra seva a La Fenice de Venezia (dins el marc de la Conferència per l'any europeu de la música) en un concert dedicat a cinc joves compositors europeus proposats pels compositors Josep Maria Mestres Quadreny, Luigi Nono, Pierre Boulez, Dieter Schnebel i Klaus Huber. Ha rebut encàrrecs de Radio Baden-Baden, l'Associació Catalana de Compositors, Radio Nacional de España, el C.D.M.C del Ministeri de Cultura, el C.D.M.C de l'Ajuntament de Barcelona i l'Orquestra Simfònica del Vallès.
El 1984 fundà La Mà de Guido, una de les millors discogràfiques (discos i partitures) de Catalunya. Va realitzar el programari La mà de guido Music Setting System per a la realització de partitures a través d'ordinador. Aquest programari va guanyar l'any 1984 el premi Simolog al millor programa informàtic (Fundació Citema-SIMO). Va convertir-se en un dels tres primers programaris professionals utilitzats per les editorials de música de tot el món. Els altres dos eren, en aquells anys, l'americà SCORE i l'alemany Amadeus.

## Obres destacades
Publicacions
- La convergència harmònica: morfogènesi dels acords i les escales musicals.  Barcelona: Clivis Publicacions, 1994, p. 92. ISBN 9788485927449. - un tractat sobre la teoria de l'harmonia.
- «Application of virtual pitch theory in music analysis» (pdf) (en anglès). Journal of New Music Research, Volum 26, 1997.
- «Los fundamentos de las tensiones armónicas». Editorial Boileau, 2016.

Discografia
- Músiques per a cordes, veus i piano (Fundació ACA, Mallorca)[6]
- Visions grotesques (Ars Harmonica, Sabadell)
- Classes de música a la granja/Música concreta (Ars Harmonica, Sabadell)